# Jaan Ehlvest
Jaan Ehlvest (* 14. Oktober 1962 in Tallinn, Estnische SSR) ist ein estnischer Schachgroßmeister.

## Leben

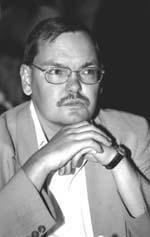
Jaan Ehlvest

Ehlvest erlernte das Schachspiel im Alter von sechs Jahren von seiner Mutter. Mit acht Jahren erhielt er einen ausgebildeten Trainer, mit 14 gewann er die Stadtmeisterschaft von Tallinn der Erwachsenen. Aufgrund seines Talents wurde er zu Lehrgängen der von Ex-Weltmeister Michail Botwinnik geleiteten Sowjetischen Schachschule eingeladen, bei denen er unter anderem die Bekanntschaft von Garri Kasparow machte.
Im Jahre 1981 gewann er die Juniorenmeisterschaft der UdSSR, 1983 wurde er Zweiter bei der Juniorenweltmeisterschaft und gewann die Junioreneuropameisterschaft in Groningen. 1986 gewann er die Landesmeisterschaft von Estland, obwohl er in dieser Zeit unter Alkoholproblemen litt. 1987 beendete er sein Studium der Psychologie an der Staatlichen Universität von Tartu.
Einer seiner größten schachlichen Erfolge war der dritte Platz beim Weltcupturnier in Belfort 1988 hinter Kasparow und Anatoli Karpow, aber vor zahlreichen Weltklassespielern.
Ehlvest war Alleinsieger des sehr stark besetzten Einladungsturniers in Reggio nell’Emilia von 1989/90, er gewann mit einem vollen Punkt vor 2. Wassyl Iwantschuk, 3. Anatoli Karpov, 4./5. Zoltán Ribli und Ulf Andersson, insgesamt elf Spieler, unter ihnen auch Lajos Portisch und Alexander Beliavsky, der Letzter wurde.
Das New York Open 1994 gewann Ehlvest dank besserer Feinwertung im geteilten 1./2. Rang vor seinem punktgleichen Landsmann Lembit Oll. Bereits 1993 hatte Ehlvest am New Yorker Open den geteilten ersten bis siebten Platz erreicht, wies allerdings nicht die beste Feinwertung auf.
Jaan Ehlvest spielte bei mehreren FIDE-K.-o.-Weltmeisterschaften:
- 1999 in Las Vegas verlor er in der zweiten Runde gegen Jewgeni Barejew
- 2000 in Neu-Delhi schaltete er Iwantschuk aus, verlor dann aber gegen Alexander Grischtschuk
- 2001 in Moskau kam er bis in die vierte Runde, scheiterte dann jedoch abermals an Barejew.

Er spielt seit dem 15. März 2006 für den Schachverband der USA.
Sein Bruder Jüri Ehlvest war ein bekannter estnischer Schriftsteller.

## Mannschaftsschach

### Nationalmannschaft
Ehlvest nahm acht Schacholympiaden teil, 1988 in Thessaloniki mit der sowjetischen Mannschaft, die das Turnier gewann, 1992 bis 2004 mit der estnischen Mannschaft. Er erreichte 1994 in Moskau das drittbeste Einzelergebnis am zweiten Brett. Ehlvest gewann mit der sowjetischen Mannschaft die Mannschaftsweltmeisterschaft 1989 in Luzern und nahm mit der estnischen Mannschaft an der Mannschaftseuropameisterschaft 1997 in Pula teil.

### Vereine
Ehlvest nahm zwischen 1992 und 1999 sechsmal am European Club Cup teil und vertrat dabei fünf verschiedene Vereine (Lyon-Oyonnax, Paide MK, Peristeri Athen, Baltika Liepāja und Pärnu MK). In der schwedischen Elitserien spielte er zwischen 1999 und 2003 beim SK Rockaden Stockholm und wurde mit diesem 2001 schwedischer Mannschaftsmeister. In der United States Chess League spielte er 2006 für die Philadelphia Inventors, 2008 und 2009 für Tennessee Tempo.

## Auszeichnungen
- Estlands Sportler des Jahres 1987, 1989
- Orden des Estnischen Roten Kreuzes 4. Kategorie (2001)[7]

## Werke
- The Leningrad Dutch. Holt, New York 1993. ISBN 0-8050-2944-3.
- The story of a chess player. Arbiter Publishing, New York 2004, ISBN 0-9763891-0-X.
- Grandmaster opening preparation. Quality Chess, Glasgow 2018, ISBN 978-1-7848-3053-3.